# Tethya popae
Tethya popae är en svampdjursart som beskrevs av Patricia R. Bergquist och Michelle Kelly-Borges 1991. Tethya popae ingår i släktet Tethya och familjen Tethyidae.
Artens utbredningsområde är havet kring Nya Zeeland. Inga underarter finns listade i Catalogue of Life.